# Artannes-sur-Thouet
Artannes-sur-Thouet är en kommun i departementet Maine-et-Loire i regionen Pays de la Loire i nordvästra Frankrike. Kommunen ligger i kantonen Saumur-Sud som tillhör arrondissementet Saumur. År 2022 hade Artannes-sur-Thouet 410 invånare.

## Befolkningsutveckling
Antalet invånare i kommunen Artannes-sur-Thouet
| Referens: INSEE |